# Puncte de penalizare auto în România
Codul rutier din România, intrat în vigoare de la 1 decembrie 2006, prevede sancționarea șoferilor indisciplinați cu puncte de penalizare. La acumularea a 15 puncte de penalizare se suspendă permisul de conducere pe o perioadă de 30 zile. Dacă în următoarele 12 luni (de la data expirarii ultimei suspendari a exercitarii dreptului de a conduce) se recidivează, permisul este suspendat pe o perioadă de 60 de zile. 
- Punctele de penalizare se anulează la împlinirea termenului de 6 luni de la data constatării contravenției.
- Suspendarea exercitării dreptului de a conduce anulează toate punctele de penalizare acumulate până în acel moment.
- Un punct-amendă reprezintă, valoric, 10% din venitul minim brut pe economie, fiind înghețat la valoarea venitului minim brut din 1 februarie 2024, 1650 lei, adică 202,5 lei per punct amendă, stabilit prin OUG 130/2021.

## Puncte de penalizare

### 2 puncte de penalizare
1. folosirea incorectă a luminilor de drum la întâlnirea cu un autovehicul care circulă din sens opus;
2. folosirea telefoanelor mobile în timpul conducerii, cu excepția celor prevăzute cu dispozitive de tip „mâini libere”;
3. lipsa centurii de siguranță;
4. depășirea cu 11-20 km/h a vitezei admise;
5. circulația pe un sector de drum pe care accesul este interzis;
6. nerespectarea regulilor privind manevra de întoarcere, mersul înapoi, schimbarea benzii sau a direcției de mers;
7. nerespectarea obligației de a folosi luminile de întâlnire și pe timpul zilei;
8. staționarea neregulamentară;
9. refuzul înmânării actelor polițistului, precum și refuzul de a permite verificarea vehiculului;

### 3 puncte de penalizare
1. oprirea nejustificată ;
2. circulația pe bandă de urgență a autostrăzilor ;
3. depășirea cu 21-30 km/h a vitezei admise;
4. nerespectarea regulilor privind manevra de întoarcere, mersul înapoi, schimbarea benzii de circulație sau a direcției de mers;
5. nepăstrarea unei distanțe corespunzătoare față de vehiculul care îl precede;
6. nerespectarea semnificației indicatorului „ocolire”, instalat pe refugiul stațiilor de tramvai;
7. pătrunderea într-o intersecție atunci când circulația în interiorul acesteia este blocată;
8. nerespectarea condițiilor privind transportarea copiilor minori;

### 4 puncte de penalizare
1. nerespectarea obligațiilor în cazul vehiculelor rămase în pană sau avariate;
2. nerespectarea semnificației indicatorului „STOP”;
3. depășirea cu 31-40 km/h a vitezei admise;
4. circulația în timpul nopții sau ziua, pe timp de ceață, ninsoare abundentă sau ploaie torențială, cu un autovehicul fără lumini sau fără semnalizare;
5. conducerea unui autovehicul fără certificate de înmatriculare;
6. conducerea autovehiculului pe spațiul destinat circulației tramvaiului când drumul e prevăzut cu mai multe benzi;

### 6 puncte de penalizare
1. refuzul de a permite imobilizarea vehiculului / verificării tehnice;
2. nerespectarea semnalelor agentilor de cale ferată ;
3. depășirea cu 41-50 km/h a vitezei admise;
4. conducerea unui vehicul care nu are montată una dintre plăcuțele cu numărul de înmatriculare, sau cu plăcuța de înmatriculare așezată în alt loc decât în cel omologat;
5. circulația sau staționarea pe spațiul interzis;
6. staționarea ori parcarea autovehiculelor pe autostradă, în alte locuri decât cele special amenajate și semnalizate;
7. executarea pe autostradă a manevrei de întoarcere sau de mers înapoi;
8. nerespectarea semnificației indicatoarelor: 
  - Trecere la nivel cu o cale ferată simplă, fără bariere
  - Trecere la nivel cu o cale ferată dublă, fără bariere
  - Oprire instalată la trecerea la nivel cu o cale ferata;
9. schimbarea direcției de mers dacă se încalcă marcajul longitudinal continuu care separă sensurile de circulație;
10. pătrunderea într-o intersecție dirijată prin semafoare, dacă prin aceasta se produce blocarea circulației;

## Evidență puncte de penalizare
În conformitate cu prevederile art. 208 din O.U.G. 195/2002 Republicată titularul permisului de conducere, la cerere, are dreptul să obțină, personal, la sediul poliției rutiere din județul care îl are în evidență, informații cu privire la numărul de puncte ce i-au fost aplicate.